# Исмуков, Николай Аверкиевич
Николай Аверкиевич Исмуков (род. 2.3.1942, село Первомайское, Первомайский район, Чувашская АССР) — чувашский поэт, народный поэт Чувашской Республики (2008), доктор философских наук, профессор (1995). Член СП СССР (1985), лауреат премии имени Василия Митты (1989), заслуженный деятель искусств Чувашской Республики (1996), лауреат Государственная премия Чувашской Республики (1998).

## Биография
Родился 2 марта 1940 года в селе Первомайское Первомайского района Чувашской АССР.
В 1967 году окончил Уральский государственный университет, в 1980 году аспирантуру и 1994 году докторантуру при кафедре философии Московского государственного педагогического института им. В.И. Ленина.
В 1994 году защитил докторскую диссертацию на тему «Проблема целостности национальной культуры (философско-методологический аспект)». Издал свыше 120 научных работ, в т.ч. 5 монографий. Труды посвящены проблемам категорий философии, диалектики развития национальной культуры.
Известен как поэт. Свои первые стихи он напечатал в районных газетах «Коммунар» и «Авангард» в 1957 г. В дальнейшем его творения увидели свет и на страницах республиканских газет и журналов. Первый сборник стихов вышел в 1985 году. С тех пор издано более 12 поэтических сборников, в том числе роман в стихах «Ахăрсамана» (Светопреставление).
С 1993 работает в Чебоксарском кооперативном институте, в 1995–2007 – заведующим кафедрой философии и политологии, в 1997–2002 –  деканом заочного отделения, в 2002–14 – деканом торгово-технологического факультета, с 2014 – профессором кафедры гуманитарных дисциплин и иностранных языков.

## Изданные произведения
1. Ахӑрсамана [Текст] : сӑвӑллӑ трагеди / Николай Исмуков. – Шупашкар, 1992. - 238 с.
2. Кăсăя : поэма. Сăвăсем / Николай Исмуков ; ӳнерçи М.А. Андреева. – Шупашкар : Чăваш кĕнеке изд-ви, 1991. – 48 с. – (Синица).
3. Суйласа илнӗ сӑввӑмсем / Н. Исмуков. – Шупашкар : Салика, 1997. – 261 с.
4. Ҫӑлри ҫӑлтӑрсем = Звезды в кладезе : [сӑвӑсем] / Н. Исмуков. – Шупашкар : Чувашия, 2007. – 319 с.
5. Ҫӑлри ҫӑлтӑрсем = Звезды в кладезе : [сӑвӑсем] / Н. Исмуков. – Изд. 2-е, доп. – Шупашкар : Ҫӗнӗ Вӑхӑт, 2011. – 403 с.
6. Çĕр юрри : сăвăсемпе поэмăсем / Николай Исмуков. – Шупашкар : Чăваш кĕнеке изд-ви, 1990. – 125 с. – (Песнь Земли).
7. Ҫырнисен пуххи [Текст] : 3 томпа тухать. 1-мӗш том : Хӗрлӗ пилеш сапаки, 2003. - 254 с.
8. Ҫырнисен пуххи [Текст] : 3 томпа тухать. 2-мӗш том : Хура пилеш сапаки, 2003. - 319 с.
9. Ҫырнисен пуххи : 3 томпа тухать. 3-мӗш том. Парӑм / Н. Исмуков. – Шупашкар : Чувашия, 2005. –– 276 с.
10. Ҫырнисен пуххи : 4 томпа тухать. 4-мӗш том. Астивсе илмелӗх / Н. Исмуков. – Шупашкар : Чувашия, 2006. –– 343 с.
11. Ҫырнисен пуххи : [5 томпа тухать] / Николай Исмуков ; [В. Кервен ред.]. - Шупашкар : Чувашия, 2014. - 4-мӗш том : [Сӑвӑсем]. - 307 с.
12. Ҫырнисен пуххи : [5 томпа тухать]. 1-мӗш том [1954-1987 : сӑвӑсем, поэма, трагеди] / Н. Исмуков. – Шупашкар : Чувашия, 2014. –– 295 с.
13. Ҫырнисен пуххи : [5 томпа тухать].  2-мӗш том. [Ахӑрсамана : сӑвӑлла трагеди] / Н. Исмуков. – Шупашкар : Чувашия, 2014. –– 313 с.
14. Ҫырнисен пуххи : [5 томпа тухать]. 3-мӗш том. [Сӑвӑсем, поэмӑсем] / Н. Исмуков. – Шупашкар : Чувашия, 2014 – 335 с.
15. Ҫырнисен пуххи : [5 томпа тухать]. 4-мӗш том. [Сӑвӑсем] / Н. Исмуков. – Шупашкар : Чувашия, 2014. – 307 с.
16. Ҫырнисен пуххи : [5 томпа тухать]. 5-мӗш том / Н. Исмуков. – Шупашкар : Ҫӗнӗ Вӑхӑт, 2017. – 536 с., [8] л. ил.
17. Тӑван кӗтес [Текст] : сӑвӑсем / Н. А. Исмуков, 1985. - 48 с.
18. Тăватйĕркен : [сăвăсем] / Николай Исмуков. – Шупашкар : Салика, 1997. – [340] с. – (Четверостишия).
19. Хуратнӑ кӗмӗл : суйласа илнисем / Н. Исмуков. – Шупашкар : Чӑваш кӗнеке издательстви, 2011. – 383 с.
20. Венок терновый [Текст] : [сб. стихотворений и поэм] / Николай Исмуков, 2004. - 321 с.
21. Национальное измерение культуры (философско-методологический аспект) : [монография] / Н. А. Исмуков. – Москва : Издательство "Прометей" МГПУ, 2001. – 273 с.
22. Философия в пространстве национальной культуры : монография / Н. Исмуков – Москва : Дашков и К°, 2011. – 273 с.

## Награды и премии
- Заслуженный деятель искусств Чувашской Республики (1996)
- Почетный работник высшего профессионального образования Российской Федерации (2002)
- Лауреат премии им. В. Митты (1989)
- Лауреат премии им. М. Трубиной (2003)
- Лауреат Государственной премии Чувашской Республики в области литературы и искусства (1998)
- Народный поэт Чувашской Республики (2008)